# Henri René Lenormand
Henri René Lenormand (Párizs, 1882. május 3. – Párizs, 1951. február 16.) francia novellista, drámaíró.
Angol irodalmat tanított a Sorbonne-on. Művei sokáig gyakorlatilag ismeretlenek voltak, de azután az egész világon bemutatták őket. Az 1920-as évek közepéig jóformán ismeretlen volt.
Lenormand művészetére jelentős hatást gyakorolt Maurice Maeterlinck, Luigi Pirandello, Edgar Allan Poe, valamint utolsó darabjaira Sigmund Freud. Le Simoun (1920), és Le Temps est un songe (Az idő álom, 1919) című darabjai a leghíresebbek. Az ember elidegenedése volt örök témája.
Lenormandról Kenneth S. White írt nagy tanulmányt The Development of Lenormand's Principles and Purposes as a Dramatist (1958) címmel.